# Silas Carson
Silas Carson (født 1965) er en engelsk skuespiller bedst kendt for rollen som jediridderen Ki-Adi-Mundi og vicekonge Nute Gunray i de tre nyeste Star Wars-film. 
I Star Wars Episode I: Den usynlige fjende spiller Carson også to andre roller, nemlig som senator Lott Dod (dog stemmelagt af Toby Longworth) og andenpiloten i diplomatskibet som Qui-Gon Jinn og Obi-Wan Kenobi ankommer i helt i starten af filmen. 
Han har også haft en gæsteoptræden i tv-serierne Hustle, Spooks og The IT Crowd. Han har lagt stemme til flere forskellige roller i episoder af Doctor Who. 

## Filmografi
- Phantom Thread (2017)